# Relations entre l'Allemagne et l'Iran
Les relations entre la République fédérale d'Allemagne et la République islamique d'Iran ont été parmi les plus étroites entre une nation européenne et l'Iran d'après 1979. Cependant, même avant la révolution iranienne, avant et pendant la première ère Pahlavi, l'Iran et l'Allemagne avaient de modestes mais néanmoins cordiales relations. La dédicace de Goethe à Hafez pour son West-ostlicher Divan en 1819 marque le début de ces relations. Le début officiel de ces relations fut l'ouverture du premier bureau de mission en 1952.

## Histoire des relations

### Avant 1979
Durant l'ère Qajar, les puissances coloniales qu'étaient la Russie et la Grande-Bretagne devenaient de plus en plus détestées, surtout après les traités de Turkmanchai et de Golestan et la révolte du Grand Ayatollah Mirza Hassan Shirazi lors du conflit opposant le Shah aux planteurs de tabac en 1891. Beaucoup d'intellectuels commencèrent à être en quête d'une « troisième force »  comme allié potentiel.
L'Allemagne apparut prête à jouer ce rôle à la fin du XIXe siècle. Durant le Mouvement constitutionaliste de Guilan, les soldats allemands étaient très  actifs dans la formation militaire de l'armée populaire de Mirza Kuchak Khan. L'agent allemand en Perse le plus célèbre (surtout pendant la Première Guerre mondiale) fut Wilhelm Wassmuss, surnommé le Lawrence allemand
Le bombardement du parlement iranien par les russes et le Traité de 1919 accrurent le ressentiment envers la Grande-Bretagne et la Russie. Des centaines d’ingénieurs allemands furent employés dans l'installation d'usines, la construction de routes, voies ferrées et ponts.
Le Shah rechercha l'aide des allemands dans sa lutte contre la domination pétro-politique de la Grande-Bretagne.
En 1941, les Alliés déposèrent Reza Shah et le forcèrent à abdiquer en faveur de son fils, Mohammad Reza Pahlavi. Ses suivants Fazlollah Zahedi et Mohammad Hosein Airom connurent le même sort. L'Iran d'après-guerre ne put échapper à l'emprise diplomatique des États-Unis, ce qui empêcha l'approfondissement des relations Iran-Allemagne, qui cependant continuèrent sur le plan diplomatique et économique.
La centrale nucléaire de Bushehr fut d'abord conçue et construite en partie par l'entreprise allemande Kraftwerk Union de Siemens.

### Après 1979
En 1984, Hans-Dietrich Genscher fut le premier ministre des affaires étrangères occidental à visiter l'Iran après la révolution islamique de 1979. Mais, après la révolution, plusieurs Iraniens qui immigrèrent ou visitèrent l'Allemagne ne furent pas accueillis favorablement en raison des événements qui se déroulaient en Iran.
Bien que l'Allemagne de l'Ouest apportât un soutien essentiel en matière de technologie à Saddam Hussein durant la guerre Iran-Irak, surtout pour le programme irakien d'armes chimiques,,, l'Allemagne conserva aussi des relations ouvertes dans des secteurs technologiques industriels et civils. Après la guerre, l'Allemagne devint de plus en plus un partenaire commercial essentiel de l'Iran. Il est actuellement le premier avec un chiffre à l'export vers l'Iran de 3,6 milliards d'euros en 2004.
Cette situation risque de ne plus perdurer étant donné la pause actuelle dans les relations entre l'Iran et les États-Unis ou l'Europe concernant le programme nucléaire iranien.
Les relations furent encore plus difficiles après les assassinats au restaurant Mykonos de Berlin, en 1992. Et elles risquent de l'être encore plus. En effet, en 1999, un Allemand, Helmut Hofer est arrêté à Téhéran après avoir eu une liaison sexuelle avec une Iranienne. En 2005, un pêcheur allemand en vacances aux Émirats arabes unis fut arrêté dans le golfe Persique et condamné à 18 mois de prison pour violation des eaux territoriales iraniennes. De plus, le président iranien Mahmoud Ahmadinejad compliqua à nouveau les relations par ses remarques sur le génocide juif.
Le chancelier allemand Angela Merkel déclara le 4 février 2006 à l'occasion de la Conférence annuelle de Munich sur la politique sécuritaire que le monde devait agir maintenant pour empêcher l'Iran d'acquérir la bombe atomique, évoquant l'histoire de son propre pays comme reflet de ce qui pourrait advenir lorsque l'on ne met pas fin aux menaces pour la paix.
« Nous voulons, nous devons empêcher l'Iran d'aller plus loin dans  son programme nucléaire » déclara-t-elle devant de hautes personnalités du domaine de la sécurité et de la politique, lors de cette conférence. Mme Merkel prononça ce discours le jour où l'AIEA (Agence internationale pour l'énergie atomique) vota pour que soit examinée la position iranienne au Conseil de sécurité des Nations unies.
« Maintenant nous voyons que certaines fois nous aurions pu agir différemment » dit elle en évoquant la position allemande durant la 2e guerre mondiale. « C'est pour cela que l'Allemagne doit clairement définir ce qui est permis et ce qui ne l'est pas ».
Mme Merkel, évitant le style « politiquement correct », haussant la voix d'un ton plein de frustration déclara que l'Iran avait « ouvertement franchi la ligne rouge », et pas seulement par rapport à ses obligations internationales en tant que puissance signataire du Traité de non-prolifération nucléaire. Elle ajouta qu'il était « inacceptable » que le président Ahmadinejad nie le génocide juif (Holocauste) et dise qu'Israël devait être « rayé de la carte ».
« Un président qui met en doute le droit d'Israël à exister, un président qui nie l'Holocauste ne peut s'attendre à ce que l'Allemagne tolère ces affirmations » déclara-t-elle avant d'être applaudie « Nous avons appris notre histoire ».
En février 2006, les relations empirèrent après la parution d'une caricature dans un journal allemand qui dépeignait l'équipe iranienne de football affublée de bombes fixées sur leurs maillots (en 2005, l'Iran s'était déjà qualifiée pour la Coupe du Monde se tenant en Allemagne). L'Iran exigea des excuses de l'Allemagne pour cette « insulte » . Des manifestations étudiantes s'ensuivirent pour protester contre ces caricatures en criant « Merkel = Hitler ».
En août 2024, l'Iran a fermé l'Institut linguistique approuvé par l'ambassade d'Allemagne, en réponse à la fermeture des centres religieux islamiques en Allemagne.
La mort en détention du dissident germano-iranien Jamshid Sharmahd, d'abord annoncée comme une exécution, débouche fin octobre 2024 sur une crise diplomatique entre les deux pays, qui se traduit par la convocation du chargé d'affaires iranien, le rappel de l'ambassadeur d'Allemagne à Téhéran et la fermeture des consulats iraniens en Allemagne,. 

## Relations économiques
En 2005, l'Allemagne était le marché le plus important de l'Iran à l'export avec un montant de 5,67 milliards de dollars (14,4 %).